# 吳蘭庭
吳蘭庭（1730年—1801年），一作吳蘭亭，字胥石，浙江歸安人。
生於清世宗雍正八年（1730年），曾與章學誠同學文於朱筠處。乾隆三十九年（1774年）舉人。精於史學，與吳長元齊名，號稱二吳。卒於仁宗嘉慶六年（1801年）。著有《南霄草堂集》、《讀通鑒筆記》、《考訂宋大中祥符廣韻》、《史記纂誤補》、《五代史記考異》、《五代史纂誤補》等。